# Gevninge hjelmfragmentet
Gevninge hjelmfragmentet er det venstre øjenstykke fra en hjelm fra vikingetiden eller slutningen af bronzealderen. Det blev fundet i 2000 under en arkæologisk udgravning af Gevninge nær Lejre på Sjælland. Fragmentet er støbt i bronze og forgyldt, og det er et stiliseret øjenbryn med øjenvipper over en oval åbning. Der er tre huller i toppen til at fæstne det på en hjelm. Fragmentet er et vigtigt og sjældent eksempel på datidens hjelme. Fundet er udstillet på Lejre Museum.
Fragmentet er en udsmykning, og intet andet af hjelmen er fundet. Det kan være et fragment fra en ødelagt hjelm, eller det kan være faldet af. Det er et af to skandinaviske øjenstykker, der er fundet alene. Det har fået forskere til at fremstille en hypotese om, at det skulle være ofret til den en-øjede gud Odin. Det har syndsynligvis været en del af en hjelm med kam på toppen, som var almindelig i England og Skandinavien fra 500-tallet til omkring år 1000. Denne type kendes fra Vendel, Valsgärde og Sutton Hoo; Tjele hjelmfragmentet og Lejre hjelmfragtmentet er de eneste andre kendte danske eksempel.

## Beskrivelse
Gevninge hjelmfragtmentet er 8 cm bredt og 5 cm højt. Det er støbt af bronze og forgyldt. Det ovale øjenhul har et øjenbryn over med små riller, der repæsenterer de enkelte hår; og riller omkring kanten af øjenåbningen repræsenterer muligvis øjenvipper. Toppen og bunden af fragmentet har hver tre huller, der antagelig har været brugt til at fastgøre det på en hjelm, hvor den ville have udgjort venstre øje. De øverste huller kan have været brugt til fastgørelse på hjelmen, mens de nederst tre kan have været brugt til en form for ansigtsmaske eller camail.

### Typologi
Gevninge hjelmfragtmentet blev fundet alene, og der blev ikke fundet andet i nærheden, der kan hjælpe med dateringen. Bosættelsen i Gevninge dateres til mellem 500 år 1000, men dekorationerne på fragmentet har samme karakteristika som hjelme fra 500- og 600-tallet, muligvis fra 550 til 700; andre hjelm-øjenbryn fundet i Uppåkra i Sverige har samme datering. Gevningefragmentet passer til angelsakiske og skandinaviske "langkammede hjelme", der er karakteriseret af en rund top, der normalt har en kam fra næse til nakke. Tjele hjelmfragmentet er et andet hjelmfragment fundet i Danmark, men hjelmene fra Sutton Hoo, Vendel og Valsgärde kan være tættere det udseende som Gevningehjelmen har haft.